# Оса лесная
Оса лесная (лат. Dolichovespula sylvestris) — вид семейства настоящих ос.

## Распространение
Вид приурочен к лесам умеренной зоны Евразии: от Западной Европы до Китая.

## Описание
Матки достигают длины от 15 до 19 мм, рабочие — от 13 до 15 мм, самцы — от 14 до 16 мм. Общественные осы, строящие «бумажные» надземные гнезда.